# Tormod Mobraaten
Tormod "Tom" Mobraaten, né le 19 février 1910 et mort le 10 juin 1991, est un skieur canadien, spécialisé dans les disciplines nordiques. Il pratique aussi le ski alpin.

## Biographie
Tormod Mobraaten est né en Norvège en 1910 et commence le ski à l'âge de six ans. En 1930, il émigre avec Henry Sotvedt (no) et Nordal Kaldahl en Amérique du Nord et ils s'installent à Vancouver. Ils sont tous les trois sauteurs à ski et sont surnommés « les trois mousquetaires d'Hollyburn Mountain ».
Tormod Mobraaten remporte à six reprises le championnat du Canada de saut à ski.
Il est sélectionné pour les Jeux olympiques d'hiver de 1936 dans les disciplines nordiques ainsi qu'en combiné alpin, même s'il ne prend part le départ à cette épreuve,. En 1947, il remporte pour la dernière fois le championnat de saut à ski ce qui lui permet d'être sélectionné pour les Jeux olympiques d'hiver de 1948.
Il se marie avec une skieuse alpine Peggy Harlin.

## Résultats

### Jeux olympiques
| Épreuve / Édition | Épreuve / Édition | Garmisch-Partenkirchen 1936 | St-Moritz 1948 |
| ----------------- | ----------------- | --------------------------- | -------------- |
| Combiné nordique  | Combiné nordique  | 31e                         | -              |
| Saut à ski        | Saut à ski        | 14e                         | 44e            |
| Ski de fond       | 18 km             | 57e                         | -              |

### Autres compétitions
- Championnat du Canada de saut à ski : il a remporté le titre en 1933, 1934, 1935, 1937, 1940 et 1947.

Il a remporté en 1955 le championnat américain vétéran de saut à ski.

## Reconnaissance
Entre 1936 et les années 40, un tremplin a porté son nom,.